# Piazzale Michelangelo
El Piazzale Michelangelo és una plaça-mirador situada a la ciutat de Florència i des d'on es pot contemplar una de les més belles vistes d'aquesta ciutat.

## Història
Va ser construïda per l'arquitecte florentí Giuseppe Poggi, per encàrrec de l'ajuntament de Florència. També va construir la "Loggia", amb la intenció que siguera una galeria d'art per a les obres de Michelangelo, però no va tindre èxit i ara està convertida en un cafè-restaurant.

## Característiques
Al centre de la plaça hi ha el "Monument a Michelangelo", una obra escultòrica que és una còpia de cinc de les obres més importants de l'artista: "David", "El dia", "La nit", "L'alba" i "El crepuscle". L'original del David es troba a la Galleria dell'Accademia i els originals de les quatre últimes a la Basílica de San Llorenç, totes dos al centre de Florència.

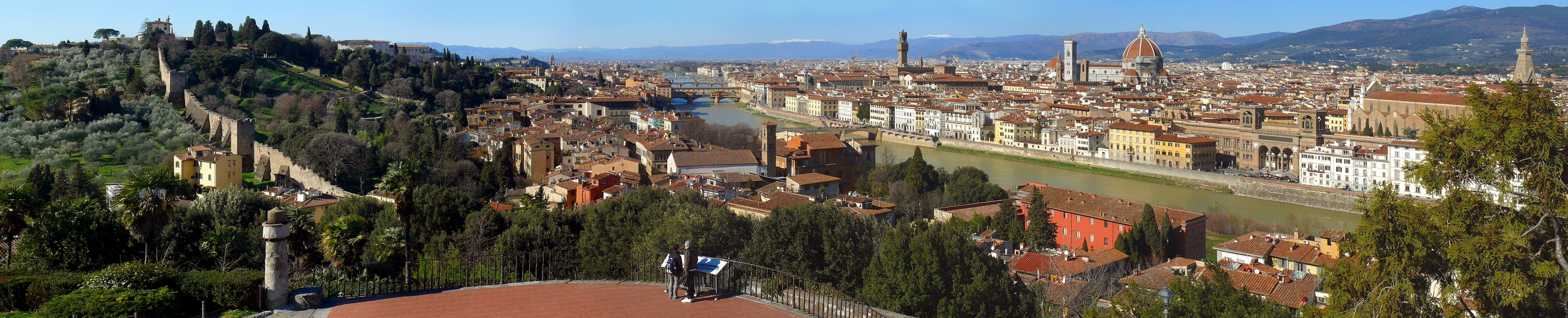
Vista panoràmica de la ciutat de Florència des de la Piazzale Michelangelo.